# Östraby
Östraby är en bebyggelse i Hörby kommun och kyrkby i Östraby socken i Skåne. Orten ligger mellan Hörby och Sjöbo. 
I Östraby ligger Östraby kyrka.
I närheten av Östraby stod Slaget vid Borst 1644.

## Administrativ historik
Bebyggelsen i Östraby avgränsades före 1980 samt året 2010 till en tätort. Mellan 1980 och 2010 samt 2015 förlorade Östraby sin status som tätort på grund av folkmängden minskat till under 200 personer. Istället avgränsas här en småort. 2018 hade folkmängden ökat till över 200 och Östraby klassades återigen som en tätort, medan folkmängden understeg 200 år 2020 och bebyggelsen återgick till att klassas som småort.

## Befolkningsutveckling
| Befolkningsutvecklingen i Östraby 1960–2018                                   | Befolkningsutvecklingen i Östraby 1960–2018 | Befolkningsutvecklingen i Östraby 1960–2018 | Befolkningsutvecklingen i Östraby 1960–2018 | Befolkningsutvecklingen i Östraby 1960–2018 |
| ----------------------------------------------------------------------------- | ------------------------------------------- | ------------------------------------------- | ------------------------------------------- | ------------------------------------------- |
|                                                                               |                                             |                                             |                                             |                                             |
| År                                                                            |                                             |                                             | Folkmängd                                   | Areal (ha)                                  |
| 1960                                                                          | 1960                                        |                                             | 260                                         |                                             |
| 1965                                                                          | 1965                                        |                                             | 247                                         |                                             |
| 1970                                                                          | 1970                                        |                                             | 224                                         |                                             |
| 1975                                                                          | 1975                                        |                                             | 209                                         |                                             |
| 1990                                                                          | 1990                                        |                                             | 169                                         | 21#                                         |
| 1995                                                                          | 1995                                        |                                             | 183                                         | 26#                                         |
| 2000                                                                          | 2000                                        |                                             | 192                                         | 27#                                         |
| 2005                                                                          | 2005                                        |                                             | 187                                         | 27#                                         |
| 2010                                                                          | 2010                                        |                                             | 200                                         | 27                                          |
| 2015                                                                          | 2015                                        |                                             | 195                                         | 36#                                         |
| 2018                                                                          | 2018                                        |                                             | 210                                         | 36                                          |
| Anm.: Upphörde som tätort 1980. Ny tätort 2010. Ej tätort 2015. # Som småort. |                                             |                                             |                                             |                                             |